# Fjodorovkai járás (Baskíria)
A Fjodorovkai járás (oroszul Фёдоровский район, baskír nyelven Федоровка районы) Oroszország egyik járása a Baskír Köztársaságban, székhelye Fjodorovka falu.

## Népesség
- 1970-ben 27 428 lakosa volt, melyből 9 924 tatár (32,5%), 3 097 baskír (11,3%).
- 1989-ben 19 712 lakosa volt, melyből 6 895 tatár (35%), 2 772 baskír (14%)).
- 2002-ben 19 675 lakosa volt, melyből 6 527 tatár (33,17%), 4 452 orosz (22,63%), 3 476 baskír (17,67%), 2 404 csuvas, 2 332 mordvin.
- 2010-ben 18 650 lakosa volt, melyből 5 879 tatár (31,9%), 4 265 orosz (23,1%), 3 687 baskír (20%), 2 244 csuvas, 1 924 mordvin, 197 ukrán, 11 fehérorosz, 8 mari, 1 udmurt.

| Lakosok száma | 37 477 | 27 744 | 19 712 | 19 675 | 19 655 | 17 951 | 17 426 | 17 526 | 16 798 | 16 234 |
|               | 1939   | 1970   | 1989   | 2002   | 2009   | 2013   | 2015   | 2016   | 2018   | 2021   |